# روباه پرنده اونتونگ جاوه
روباه پرنده اونتونگ جاوه (نام علمی: Pteropus howensis) نام یک گونه از سرده روباه پرنده است.